# Spinomantis brunae
A Spinomantis brunae  a kétéltűek (Amphibia) osztályába és  a békák (Anura) rendjébe, az aranybékafélék (Mantellidae) családjába tartozó faj. 

## Előfordulása
Madagaszkár endemikus faja. A sziget délkeleti részén, az Anosy-hegységben, 300–600 m-es tengerszint feletti magasságban honos.

## Nevének eredete
Nevét egyik leírója, Franco Andreone saját édesanyjának tiszteletére nevezte el, köszönetképpen anyja lelkes támogatásáért.

## Megjelenése
Közepes méretű Spinomantis faj. A holotípus hím mérete 32,33 mm. Pofája hegyes, a feje hossza nagyobb annak szélességénél. Orrnyílásai közelebb helyezkednek el szeméhez, mint orrcsúcsához. Hallószerve jól kivehető, mérete szeméének fele. Mellső lába úszóhártya nélküli. Háti és hasi oldali bőre sima. Combmirigyei jól láthatók, méretük 8,6x3,2 mm.
Háta sárgás vagy világos barnás színű. Hátán fekete foltok láthatók, melyek fején és háta elülső részén hálózatot alkotnak. Mellső lába felső része sima, színe nagyjából megegyezik a hátáéval, rajta keresztirányú sávok húzódnak. Ujjain piszkosfehér keresztcsíkok találhatók, ujjai vége fehér. Oldala rózsaszínű, hátának sárgás színe elszórt sárga pettyekkel átterjed a rózsaszín területekre is. Felső állkapcsán sárga pettyek láthatók. Írisze sárgás: alsó felén sötétebb, felsőn világosabb árnyalatú, szemét egy sötét gyűrű veszi körbe. Hasa rózsaszín, torka barnás. combmirigyei vöröses színűek.

## Természetvédelmi helyzete
A vörös lista a veszélyeztetett fajok között tartja nyilván. Elterjedési területe kisebb mint 5000 km², az összes egyed kevesebb mint öt területen él. Élőhelyének területe csökken, minősége fokozatosan romlik. Egyetlen védett területen, az Andonahela Nemzeti Parkban található meg.